# Şanver Göymen
Şanver Göymen (* 22. Januar 1967 in Samsun) ist ein ehemaliger türkischer Fußballtorhüter und -trainer. Aufgrund seiner sechsjährigen Tätigkeit für Altay Izmir wird er mit diesem Verein assoziiert. Mit der Türkischen Nationalmannschaft nahm er an der Europameisterschaft 1996 teil, kam aber während dieses Turniers zu keinem Spieleinsatz.

## Spielerkarriere

### Verein
Göymen begann mit dem Vereinsfußball in der Jugend des türkischen Schwarzmeerklubs Samsunspor. Hier schaffte er es im Sommer 1987 in den Kader des Profiteams und absolvierte bis zum Saisonende zwei Ligaspiele für sein Team. Er war hinter dem unumstrittenen Stammtorhüter Fatih Uraz der 2. Torhüter. Samsunspor hatte die beiden vergangenen Spielzeiten auf dem 3. Tabellenplatz beendet und beendete die Spielzeit 1987/88 auf dem 4. Tabellenplatz. In die Saison 1988/89 startete der Verein ebenfalls erfolgreich und setzte sich oben fest. Göymen absolvierte hierbei bis zur Winterpause keine Ligabegegnung und saß auf der Ersatzbank. Beim ersten Spieltag der Rückrunde musste die Mannschaft auswärts gegen Malatyaspor antreten. Bei der Hinreise nach Malatya geriet der Mannschaftsbus Samsunspors in einen schweren Unfall, wodurch mehrere Spieler, Trainer und Vereinsfunktionäre tödlich verunglückten oder sich schwer verletzten. Aufgrund dieses Ereignisses konnte die Mannschaft in der Rückrunde am Spielgeschehen nicht teilnehmen, deshalb entschied sich der türkische Fußballverband, Samsunspor für die Rückrunde nicht antreten zu lassen. Alle Spiele wurden mit 3:0 für den Gegner Samsunspors entschieden. Samsunspor wurde Tabellenletzter, stieg jedoch nicht ab. Göymen befand sich während des Unfalls im Mannschaftskader, erlitt schwerwiegende Verletzungen, an denen er mehrere Monate laborierte.
Nach etwa eineinhalb Jahren startete er beim Drittligisten Merzifonspor einen Neuanfang. Trotz seiner gerade erst auskurierten Verletzungen eroberte er sich zu Saisonbeginn einen Stammplatz und avancierte zu einem der auffälligsten Jungtorhüter. So wurde der damalige Zweitligist Denizlispor auf ihn aufmerksam und verpflichtete ihn zur neuen Saison. Bei Denizlispor erkämpfte er sich mit fortschreitendem Saisonverlauf immer mehr Spieleinsätze und eroberte sich in der zweiten Spielzeit auch den Stammplatz.
Für die Spielzeit 1993/94 wechselte er zum Erstligisten Altay Izmir. Auch hier schaffte es Göymen binnen kürzester Zeit in die Stammelf. Bei Altay etablierte er sich schnell zum Leistungsträger und stieg auch zum Nationalspieler auf. In den sechs Spielzeiten für Altay erreichte er mit Altay in der Spielzeit 1997/98 den 7. Tabellenplatz, was für den ehemals erfolgsverwöhnten Verein nach langer Zeit wieder die beste Platzierung bedeutete. Bereits in der Folgesaison hatte er gegenüber dem von Trabzonspor geholten Torhüter Nihat Tümkaya das Nachsehen und spielte nur in zwei Ligapartien mit.
Zum Sommer 1999 verließ er nach sechs Jahren Altay und wechselte in die 2. Lig zum Absteiger Çanakkale Dardanelspor. Hier spielte er lediglich eine Spielzeit und wurde die zweite Spielzeit an den Drittligisten Manisaspor ausgeliehen. Zum Sommer 2001 beendete er dann seine aktive Fußballspielerlaufbahn.

### Nationalmannschaft
Im Dezember 1994 wurde Göymen im Rahmen eines Testspiels gegen die Italienische Nationalmannschaft vom damaligen Nationaltrainer Fatih Terim das erste Mal in seiner Karriere in den Kader der Türkischen Nationalmannschaft nominiert. Während dieses Spiels gab er sein Länderspieldebüt. Nach diesem Länderspieldebüt gehörte er zwei Jahre zu den regelmäßig nominierten Spielern der Nationalmannschaft und kam zu vier weiteren Länderspieleinsätzen.
Mit der Türkischen Nationalmannschaft nahm er an der Europameisterschaft 1996 teil, kam aber während dieses Turniers zu keinem Spieleinsatz. Nach diesem Turnier verließ Terim die Nationalmannschaft und wurde durch Mustafa Denizli ersetzt. Dieser Trainer bevorzugte andere Torhüter.

## Trainerkarriere
Nach seinem Karriereende als Profifußballspieler wechselte er ins Trainerfach und arbeitete in mehreren Stationen als Torwart-, Co- und Cheftrainer. In der Spielzeit 2010/11 assistierte er seinem alten Trainer Ümit Kayıhan beim Zweitligisten Çaykur Rizespor als Torwarttrainer.

## Erfolge
- Mit Samsunspor
  - Tabellenvierter der Süper Lig (1): Saison 1987/88

- Türkische Nationalmannschaft:
  - Teilnahme an der Europameisterschaft: 1996